# Estación de Corrales
Corrales fue una estación de ferrocarril situada en el municipio español de Aljaraque, en la provincia de Huelva, comunidad autónoma de Andalucía. Las instalaciones formaban parte del ferrocarril de Tharsis, una línea de carácter minero-industrial que estuvo operativa entre los años 1871 y 1999.
A lo largo de su existencia estación llegó a fungir como un complejo ferroviario dedicado a la clasificación de trenes mineros procedentes de Tharsis y a atender las instalaciones mineralúrgicas en la zona de Corrales, de donde tomaría el nombre. Aunque el transporte de mineral era la principal actividad, durante varias décadas la estación también albergó servicios de viajeros. Las instalaciones estuvieron en servicio hasta su clausura a finales de 1999. En la actualidad el edificio de viajeros se encuentra restaurado y cumple otras funciones, si bien el resto de instalaciones del complejo fue desmantelado.

## Situación ferroviaria
La estación se encontraba situada en el punto kilométrico 44,475 de la línea férrea de vía estrecha Tharsis-Río Odiel, a 7 metros de altitud.

## Historia
El ferrocarril de Tharsis fue inaugurado el 6 de febrero de 1871, tras varios años de obras. La construcción corrió a cargo de la Tharsis Sulphur and Copper Company Limited, empresa británica que poseía varias minas en la zona y buscaba dar salida al mineral extraído por vía marítima. En la zona de Corrales se acabó articulando una importante estación ferroviaria, dedicada a la formación y clasificación de trenes mineros. Desde este complejo partían los convoyes ya formados hasta el muelle-embarcadero sobre río Odiel. Durante algunas décadas la estación también contó con servicios de pasajeros.
En 1978 la gestión de las infraestructuras ferroviarias pasó a manos de la Compañía Española de Minas de Tharsis, que mantuvo la explotación regular. En 1981 la empresa estatal RENFE habilitó un enlace de su línea Gibraleón-Ayamonte con la estación de Corrales mediante la instalación de un tercer carril a la vía original del ferrocarril minero. De esta forma, se facilitaba la circulación de trenes de ancho ibérico hasta el complejo minero-industrial. En 1993 se cerró al servicio el muelle-embarcadero sobre el Odiel, por lo que a partir de entonces el mineral comenzó a salir de la estación mediante camiones. El resto de la línea férrea se mantuvo en servicio hasta su clausura el 1 de enero de 2000, si bien el último tren había circulado por el trazado una semana antes, el 22 de diciembre.

## Instalaciones
Corrales constituía una estación de clasificación, que disponía de una amplia playa de vías destinada a la recepción y formación de los trenes mineros. Las instalaciones llegaron a disponer de unos talleres que estaban dedicados al mantenimiento de los tractores modelo «Ruston» y de las vagonetas. En un anexo se encontraba situada la planta industrial para el tratamiento y almacenamiento de minerales. La estación de ferrocarril se encontraba situada junto al trazado de la vía general, a 400 metros al norte del casino de trabajadores, y a 250 metros al sur de la central térmica.  
Con el paso de los años en torno al complejo ferroviario fue articulándose un núcleo de población en el que residían los ferroviarios, mineros y demás trabajadores de la compañía de Tharsis. El edificio principal de la estación constaba de sala del jefe de estación, oficina de personal, despachos, oficina de administración y centralita de teléfonos situados en la planta baja, así como vivienda para el jefe de estación —ubicada en la primera planta con vestíbulo propio—, comedor, cinco dependencias, cocina y oficina de proyectos. Presentaba una planta rectangular con una superficie de 396 metros cuadrados y unas dimensiones de 29 metros de largo por 7 metros de ancho. Su estructura está compuesta por tres volúmenes adosados: uno central, que avanza sobre la línea de fachada, y dos laterales. Tras la clausura del ferrocarril, entre 2002 y 2003 el edificio fue sometido a una restauración integral por la Escuela Taller San José Obrero II. En la actualidad acoge dependencias municipales.